# Camerlengo Svaté římské církve

Znak camerlenga v době sedisvakance. Štít a heslo používá své osobní (popř. rodové).

Camerlengo neboli kardinál komoří je jedním z nejvyšších hodnostářů papežské kurie, je představeným Apoštolské Komory. V době papežské sedisvakance se camerlengo stává formální hlavou státu Vatikán. Současným camerlengem je Kevin Farrell.

## Pravomoci
Po smrti papeže camerlengo tradičním rituálem za pomoci stříbrného kladívka ověřuje papežovo úmrtí. Poté musí o jeho úmrtí zpravit kardinála státního sekretáře a kardinála vikáře. Vystavuje oficiální papežův úmrtní list a odebere mu rybářský prsten, který je pak na zasedání kolegia kardinálů rozlámán (teoreticky na tolik dílů, kolik je přítomno kardinálů). Bezprostředně po papežově úmrtí musí nechat zapečetit papežovu pracovnu i jeho soukromé pokoje. Je také zodpovědný za organizaci papežova pohřbu a za přípravu a průběh nového konkláve. V době sedisvakance přebírá vedení církve kolegium kardinálů, jehož je reprezentantem, ale má pouze moc podle zvláštního zákona a vystupuje jen jako Primus inter pares (první mezi rovnými). V době sedisvakance je také hlavou státu. Faktická moc, byť omezena zvláštním zákonem, přísluší kardinálskému kolegiu jako celku. Liturgické vedení všech bohoslužeb je však svěřeno Děkanu kardinálského kolegia a rovněž, pokud není starším 80 let, vedení konkláve. Ostatní členové papežské kurie, s určitými výjimkami, okamžikem papežova úmrtí (popřípadě rezignace) pozbývají své funkce.

## Znak
Symbolem camerlenga je červenozlatý pavilon - slunečník (umbraculum, padiglione), který camerlengo v době sedisvakance spolu s klíči svatého Petra podkládá nad svůj osobní znak. Tento znak bývá ražen také na reversu mincí, bylo tomu tak i na vatikánských euromincích při sedisvakanci roku 2005. Umbraculum spolu s klíči bez štítu se stává znakem Svatého stolce.

## Historie
Úřad papežského komorníka byl ustanoven v 11. století ke správě papežského majetku. V době papežovy nepřítomnosti v Římě býval camerlengo pověřován zastupováním papeže. Pozice regenta v době sedisvakance v dnešní podobě se datuje rokem 1521. V 19. století byly při reformě papežské kurie omezeny pravomoci v době papežské vlády, majetkově-správní pravomoci přešly na nově zřízené úřady.
Dva camerlengové byli zvoleni papeži, byl to Gioacchino Pecci – Lev XIII. v roce 1878 a Eugenio Pacelli – Pius XII. v roce 1939. Cencio Savelli – Honorius III. a Rinaldo Conti di Segni – Alexandr IV. byli také camerlengy, avšak ne v okamžiku volby papežem.